# Swami Bhaktivedanta Narayan

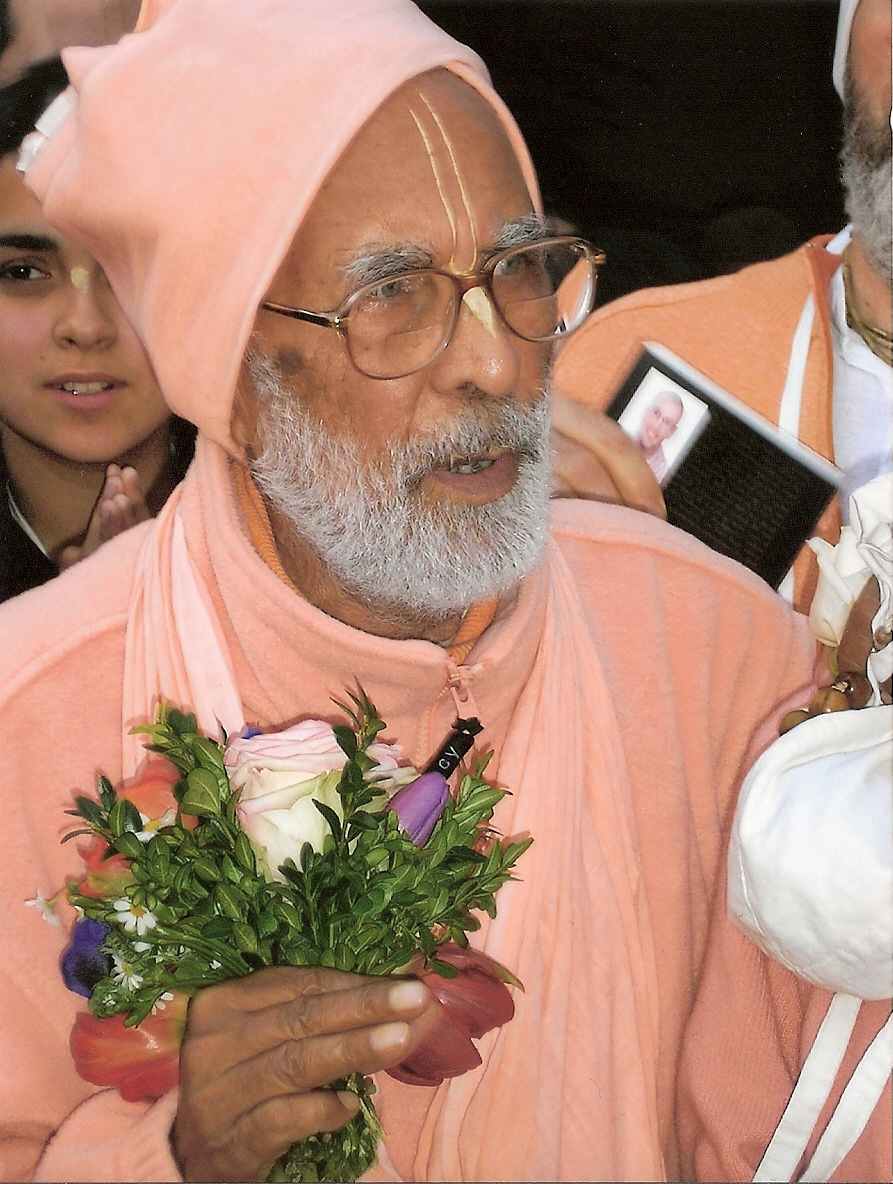
Swami Bhaktivedanta Narayan in Paderborn (Duitsland), april 2006

Swami Bhaktivedanta Narayan (Tivaripura, 16 februari 1921 - Puri, 29 december 2010), ook bekend als Bhaktivedanta Narayana Gosvami Maharaja of Narayana Maharaja, was een Indiase monnik die behoorde tot het vaishnavisme, een richting binnen het hindoeïsme.
Swami Bhaktivedanta Narayan trad eind 1946 toe tot de missie van zijn goeroe Bhakti Prajnana Kesava Gosvami, een monnik die behoorde tot het Gaudiya-vaishnavisme of Chaitanya-vaishnavisme. In 1947 ontving Narayana Maharaja inwijding van Kesava Gosvami en in het jaar 1952 werd hij een sannyasi (wereldverzakende monnik). Hij assisteerde zijn spiritueel meester tot diens heengaan in 1968. Veel details hierover staan in "Acarya Kesari Sri Srimad Bhakti Prajnana Kesava Gosvami His Life and Teachings", een biografie door Narayana Maharaja over Kesava Gosvami.
Narayana Maharaja reisde van 1996 tot 2010 rond de wereld om de principes van bhakti (devotie) voor Krishna te verkondigen. Hij vertaalde en publiceerde het bekende Hindoe geschrift Bhagavad Gita en daarnaast onder andere werken gebaseerd op het Bhagavata Purana (Srimad Bhagavatam), en werken van voorgaande Vaishnava's.
Enkele van vele titels zijn Jaiva Dharma, Bhakti-rasayana, Going beyond Vaikuntha, Sri Brahma-samhita, Sri Bhakti-rasamrta-sindhu-bindu en The Nectar of Govinda-lila.
Narayana Maharaja's boeken zijn in verschillende talen verschenen en hij heeft volgelingen wereldwijd. 
Hij gaf zijn gemeenschap de naam International Pure Bhakti Yoga Society (IPBYS). 
Volgelingen houden onder andere erediensten en programma's in tempels, organiseren pelgrimages en andere religieuze festivals. 
Sommige discipelen leven monastiek, doch de meeste belijden hun godsdienst in de reguliere maatschappij, vaak in gezinsverband.
Ook in Nederland en België is er een aantal discipelen en volgelingen van Bhaktivedanta Narayana Maharaja. 
Door zijn ingewijde leerlingen wordt hij ook wel Srila Gurudeva genoemd. 